# Campionat del Món d'atletisme de 2009 - Llançament de pes masculí
El llançament de pes masculí al Campionat del Món d'atletisme de 2009 van tenir lloc a l'estadi Olímpic de Berlín el dia 15 d'agost. El campió olímpic Tomasz Majewski va començar la competició com l'atleta amb la millor marca mundial de l'any i com un dels favorits. També s'esperava molt de l'equip estatunidenc, amb l'actual campió Reese Hoffa, el medallista d'argent olímpic Christian Cantwell, l'anterior campió del món Adam Nelson i el novençà Dan Taylor.
Cantwell va guanyar el concurs, amb una millor marca mundial de l'any de 22.03 m. Majewski va quedar segon amb 21.91 m. Els antics campions Hoffa i Nelson van ser superats pel medallista de bronze, l'alemany Ralf Bartels, que va aconseguir una millor marca personal de 21.37 m. Va ser la primera medalla dels Campionats per a la nació amfitriona.

## Medallistes
| Or                                | Argent                    | Bronze                  |
| Christian Cantwell · Estats Units | Tomasz Majewski · Polònia | Ralf Bartels · Alemanya |

## Rècords
| Rècord mundial            | Randy Barnes (USA)                 | 23.12 | Westwood, Estats Units | 20 de maig de 1990   |
| Rècord dels Campionats    | Werner Günthör (SUI)               | 22.23 | Roma, Itàlia           | 29 d'agost de 1987   |
| Marca mundial de l'any    | Tomasz Majewski (POL)              | 21.95 | Estocolm, Suècia       | 30 de juliol de 2009 |
| Rècord d'Àfrica           | Janus Robberts (RSA)               | 21.97 | Eugene, Estats Units   | 2 de juny de 2001    |
| Rècord d'Àsia             | Sultan Abdulmajeed Al-Hebshi (KSA) | 21.13 | Doha, Qatar            | 8 de maig de 2009    |
| Rècord d'Amèrica del Nord | Randy Barnes (USA)                 | 23.12 | Westwood, Estats Units | 20 de maig de 1990   |
| Rècord d'Amèrica del Sud  | Marco Antonio Verni (CHI)          | 21.14 | Santiago, Xile         | 29 de juliol de 2004 |
| Rècord d'Europa           | Ulf Timmermann (GDR)               | 23.06 | Khanià, Grècia         | 22 de maig de 1988   |
| Rècord d'Oceania          | Scott Martin (AUS)                 | 21.26 | Melbourne, Austràlia   | 21 de febrer de 2008 |

## Marques per classificar-se
| Mínima A | Mínima B |
| -------- | -------- |
| 20.30m   | 19.90m   |

## Agenda
| Data               | Hora  | Ronda         |
| ------------------ | ----- | ------------- |
| 15 d'agost de 2009 | 10:00 | Classificació |
| 15 d'agost de 2009 | 20:15 | Final         |

## Resultats

### Classificació
Classificació: Els llançadors que passaren de 20.30 (Q) o els 12 millors llançaments (q) passaven a la final.
| Pos. | Grup | Atlets                       | Nacionalitat         | #1    | #2    | #3    | Resultat | Notes  |
| ---- | ---- | ---------------------------- | -------------------- | ----- | ----- | ----- | -------- | ------ |
| 1    | A    | Tomasz Majewski              | Polònia              | 21.19 |       |       | 21.19    | Q      |
| 2    | A    | Pavel Lyzhyn                 | Belarús              | Χ     | 20.72 |       | 20.72    | Q      |
| 3    | B    | Andrei Mikhnevich            | Belarús              | 20.65 |       |       | 20.65    | Q      |
| 4    | A    | Christian Cantwell           | Estats Units         | 20.20 | 20.63 |       | 20.63    | Q      |
| 5    | A    | Adam Nelson                  | Estats Units         | 20.50 |       |       | 20.50    | Q      |
| 6    | B    | Ralf Bartels                 | Alemanya             | 20.16 | Χ     | 20.41 | 20.41    | Q      |
| 7    | B    | Reese Hoffa                  | Estats Units         | 20.23 | 19.90 | Χ     | 20.23    | q      |
| 8    | A    | Miroslav Vodovnik            | Eslovènia            | 19.80 | 20.22 | 20.05 | 20.22    | q / SB |
| 9    | A    | Peter Sack                   | Alemanya             | 20.09 | 20.20 | 19.98 | 20.20    | q      |
| 10   | B    | Carl Myerscough              | Regne Unit           | 20.17 | Χ     | 19.79 | 20.17    | q      |
| 11   | A    | Pavel Sofin                  | Rússia               | Χ     | Χ     | 20.16 | 20.16    | q      |
| 12   | A    | Hamza Alić                   | Bòsnia i Hercegovina | Χ     | 20.01 | 20.10 | 20.10    | q      |
| 13   | A    | Sultan Abdulmajeed Al-Hebshi | Aràbia Saudita       | 19.91 | Χ     | 20.04 | 20.04    |        |
| 14   | A    | Justin Anlezark              | Austràlia            | 19.94 | 19.41 | 19.33 | 19.94    |        |
| 15   | B    | Taavi Peetre                 | Estònia              | 19.91 | 19.79 | 19.69 | 19.91    |        |
| 16   | A    | Māris Urtāns                 | Letònia              | 19.89 | Χ}    | Χ     | 19.89    | SB     |
| 17   | A    | Dylan Armstrong              | Canadà               | 19.46 | 19.86 | Χ     | 19.86    |        |
| 18   | B    | Marco Fortes                 | Portugal             | 18.70 | Χ     | 19.81 | 19.81    |        |
| 19   | B    | Manuel Martínez              | Espanya              | 19.74 | 19.80 | 19.73 | 19.80    |        |
| 20   | B    | Antonin Žalský               | Txèquia              | 19.63 | 19.46 | 19.77 | 19.77    |        |
| 21   | B    | Yury Bialou                  | Belarús              | 19.38 | 19.75 | 19.35 | 19.75    |        |
| 22   | B    | Asmir Kolašinac              | Sèrbia               | 19.62 | 19.67 | Χ     | 19.67    |        |
| 23   | B    | Lajos Kürthy                 | Hongria              | 19.16 | 19.64 | Χ     | 19.64    |        |
| 24   | A    | Carlos Véliz                 | Cuba                 | 18.82 | 19.62 | 19.48 | 19.62    |        |
| 25   | B    | Scott Martin                 | Austràlia            | 19.16 | 19.52 | 19.45 | 19.52    |        |
| 26   | B    | Dan Taylor                   | Estats Units         | Χ     | Χ     | 19.39 | 19.39    |        |
| 27   | B    | Yves Niaré                   | França               | Χ     | Χ     | 19.37 | 19.37    |        |
| 28   | B    | David Storl                  | Alemanya             | 19.19 | X     | 19.18 | 19.19    |        |
| 29   | A    | Nedžad Mulabegović           | Croàcia              | 19.15 | X     | X     | 19.15    |        |
| 30   | A    | Valeriy Kokoyev              | Rússia               | 18.02 | 19.13 | 18.90 | 19.13    |        |
| 31   | B    | Maksim Sidorov               | Rússia               | 18.92 | 18.77 | X     | 18.92    |        |
| 32   | A    | Yasser Ibrahim Farag         | Egipte               | 18.40 | 18.69 | 18.54 | 18.69    |        |
| 33   | A    | Borja Vivas                  | Espanya              | 17.70 | 18.38 | X     | 18.38    |        |
| 34   | B    | Gueorgui Ivanov              | Bulgària             | 18.11 | X     | X     | 18.11    |        |
| 35   | A    | Adriatik Hoxha               | Albània              | 15.78 | 15.89 | X     | 15.89    |        |
|      | B    | Germán Lauro                 | Argentina            | X     | X     | X     | NM       |        |

Clau: NM = Sense marca, SB = Millor marca de la temporada

### Final
| Pos.              | Atleta             | Nacionalitat         | #1    | #2    | #3    | #4    | #5    | #6    | Resultat | Notes |
| ----------------- | ------------------ | -------------------- | ----- | ----- | ----- | ----- | ----- | ----- | -------- | ----- |
| Medalla d'or      | Christian Cantwell | Estats Units         | 21.54 | 20.72 | 21.03 | 21.21 | 22.03 | -     | 22.03    | WL    |
| Medalla de plata  | Tomasz Majewski    | Polònia              | 21.36 | 21.19 | 20.80 | 21.68 | 21.91 | 21.18 | 21.91    |       |
| Medalla de bronze | Ralf Bartels       | Alemanya             | 20.35 | 20.18 | 21.37 | 20.80 | 20.94 | 21.20 | 21.37    | PB    |
| 4                 | Reese Hoffa        | Estats Units         | 21.02 | X     | 20.95 | 21.14 | 20.97 | 21.28 | 21.28    |       |
| 5                 | Adam Nelson        | Estats Units         | 21.11 | 20.93 | X     | X     | X     | X     | 21.11    | SB    |
| 6                 | Pavel Lyzhyn       | Belarús              | X     | 20.98 | X     | X     | X     | X     | 20.98    | PB    |
| 7                 | Andrei Mikhnevich  | Belarús              | 20.34 | 20.31 | 20.62 | 20.74 | 20.54 | X     | 20.74    |       |
| 8                 | Miroslav Vodovnik  | Eslovènia            | 19.60 | 19.50 | 20.50 | X     | 19.82 | 20.14 | 20.50    | SB    |
| 9                 | Hamza Alić         | Bòsnia i Hercegovina | 20.00 | X     | 19.80 |       |       |       | 20.00    |       |
| 10                | Pavel Sofin        | Rússia               | 19.89 | 19.69 | 19.85 |       |       |       | 19.89    |       |
| 11                | Carl Myerscough    | Regne Unit           | 18.42 | X     | X     |       |       |       | 18.42    |       |
| -                 | Peter Sack         | Alemanya             | X     | X     | X     |       |       |       | NM       |       |

Clau: PB = Millor marca personal, SB = Millor marca personal de la temporada, WL = Millor marca de l'any